# Rubídium-fluorid
A rubídium-fluorid rubídium- és fluoridionok alkotta ionvegyület, képlete RbF. Kristályai kocka alakúak, köbösek, kősó (NaCl) kristályszerkezetben kristályosodik. A természetben nem fordul elő, vízben jól oldódik.

## Előállítása
Számos módszer létezik RbF előállítására. Például rubídium-hidroxidot reagáltatunk hidrogén-fluoriddal:
RbOH + HF → RbF + H2O
Alternatív módszer az előállítására, hogy hidrogén-fluoridot rubídium-karbonáttal semlegesítenek:
Rb2(CO3) + 2HF → 2RbF + H2O + CO2
Előállítható az elemek közvetlen reakciójával, de ez a legkevésbé használt módszer, mivel a rubídium hevesen reagál a halogénekkel:
2Rb + F2 → 2RbF

## Tulajdonságai
Fehér színű kristályos vegyület, kristályszerkezete köbös. Nagyon hasonló megjelenésű mint a kősó (NaCl). Tércsoport: Fm3m. Rács paraméterei: a = 565 pm, elemi cellája négy atomot tartalmaz. Kristályainak törésmutatója nD = 1,398. A rubídium-fluorid lángjának a színe (Bunsen-égő) spektrális analízis szerint lilától a bíborvörösig terjed.
Két hidrátja van: a rubídium-fluorid szeszkvihidrát 2RbF·3H2O és a rubídium-fluorid harmadhidrát 3RbF·H2O.
Rubídium-fluorid és hidrogén-fluorid reakciójában rubídium-difluorid HRbF2 keletkezhet, ami egy sav. A H2RbF3 és H3RbF4 vegyületet is szintetizálták.
A rubídium-fluorid oldhatósága acetonban: 0,0036 g/kg oldódik 18 °C-on, 0,0039 g/kg oldódik 37 °C-on.
Standard képződési entalpiája ΔfH0298 = −552,2 kJ·mol−1, szabad standard entalpiája ΔG0298 = −520,4 kJ·mol−1. Moláris standard entrópiája S0298 = 113,9 J·K−1
·mol−1. Oldódási entalpiája −24,28 kJ/mol.

## Óvintézkedések
Mivel fluoridiont tartalmaz, veszélyes a bőrre kerülése, illetve lenyelése.

## Fordítás
Ez a szócikk részben vagy egészben  a   Rubidium fluoride című angol Wikipédia-szócikk ezen változatának fordításán alapul.  Az eredeti cikk szerkesztőit annak laptörténete sorolja fel. Ez a jelzés csupán a megfogalmazás eredetét és a szerzői jogokat jelzi, nem szolgál a cikkben szereplő információk forrásmegjelöléseként.
Ez a szócikk részben vagy egészben  a   Rubidiumfluorid című német Wikipédia-szócikk ezen változatának fordításán alapul.  Az eredeti cikk szerkesztőit annak laptörténete sorolja fel. Ez a jelzés csupán a megfogalmazás eredetét és a szerzői jogokat jelzi, nem szolgál a cikkben szereplő információk forrásmegjelöléseként.